# Peyrelevade
 Peyrelevade  (en occitano Péira Levada) es una localidad y comuna de Francia, en la región de Lemosín, departamento de Corrèze, en el distrito de Ussel y cantón de Sornac.
Su población en el censo de 2008 era de 825 habitantes.
Está integrada en la Communauté de communes du Plateau de Gentioux. Es la mayor comuna de la agrupación y la única de Corrèze, pues el resto son de Creuse

## Demografía
| 1040 | 1181 | 1418 | 1119 | 1012 | 830 | 825 |
| Para los censos de 1962 a 1999 la población legal corresponde a la población sin duplicidades (Fuente: INSEE [Consultar]) |      |      |      |      |     |     |